# Ulricehamn
Ulricehamn este un oraș în Suedia.

## Demografie
| \| Evoluția demografică a zonei urbane Ulricehamn, 1970–2015 \| Evoluția demografică a zonei urbane Ulricehamn, 1970–2015 \| Evoluția demografică a zonei urbane Ulricehamn, 1970–2015 \| Evoluția demografică a zonei urbane Ulricehamn, 1970–2015 \| Evoluția demografică a zonei urbane Ulricehamn, 1970–2015 \| \| --------------------------------------------------------------------------------------- \| --------------------------------------------------------- \| --------------------------------------------------------- \| --------------------------------------------------------- \| --------------------------------------------------------- \| \| An \| \| \| Locuitori \| \| \| 1970 \| 1970 \| \| 7.699 \| 7.699 \| \| 1975 \| 1975 \| \| 7.827 \| 7.827 \| \| 1980 \| 1980 \| \| 8.056 \| 8.056 \| \| 1990 \| 1990 \| \| 8.772 \| 8.772 \| \| 1995 \| 1995 \| \| 9.166 \| 9.166 \| \| 2000 \| 2000 \| \| 9.065 \| 9.065 \| \| 2005 \| 2005 \| \| 9.250 \| 9.250 \| \| 2010 \| 2010 \| \| 9.787 \| 9.787 \| \| 2015 \| 2015 \| \| 10.629 \| 10.629 \| \| Sursa: SCB - Statistika Centralbyrån, Folkmängden per tätort. Vart femte år 1960 - 2016 \| \| \| \| \| |      |  |           |        |
| Evoluția demografică a zonei urbane Ulricehamn, 1970–2015 |      |  |           |        |
| An |      |  | Locuitori |        |
| 1970 | 1970 |  | 7.699     | 7.699  |
| 1975 | 1975 |  | 7.827     | 7.827  |
| 1980 | 1980 |  | 8.056     | 8.056  |
| 1990 | 1990 |  | 8.772     | 8.772  |
| 1995 | 1995 |  | 9.166     | 9.166  |
| 2000 | 2000 |  | 9.065     | 9.065  |
| 2005 | 2005 |  | 9.250     | 9.250  |
| 2010 | 2010 |  | 9.787     | 9.787  |
| 2015 | 2015 |  | 10.629    | 10.629 |
| Sursa: SCB - Statistika Centralbyrån, Folkmängden per tätort. Vart femte år 1960 - 2016 |      |  |           |        |